# Floribella

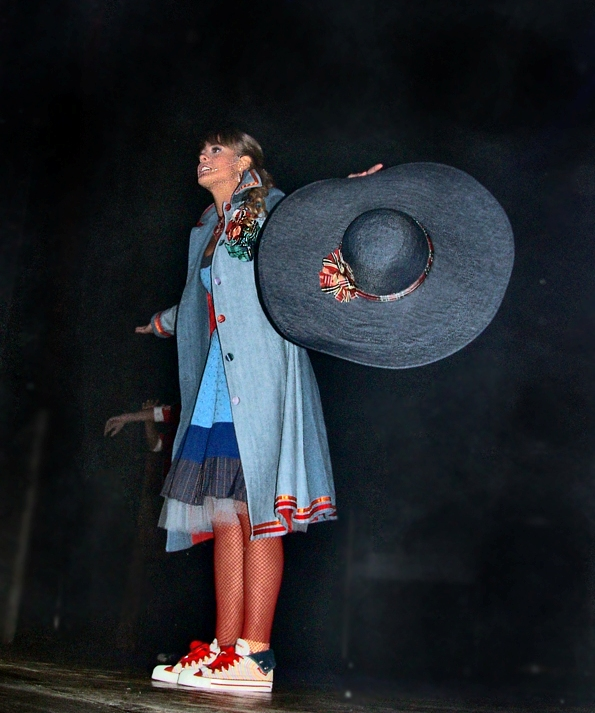
Juliana Silveira dans le rôle de Floribella.

Floribella est un feuilleton produit dans plusieurs pays tel que le Brésil, le Portugal, la Colombie, le Mexique mais également le Chili. La distribution des acteurs change selon les pays, mais le titre de la série reste le même. Toutes les versions s'appuient sur le feuilleton original argentin Floricienta, réalisé en 2004 par Cris Morena.

## Intrigue
L'histoire de Floribella s'inspire d'un texte classique, le conte Cendrillon de Charles Perrault.
Flor est une jolie et pauvre jeune fille. Elle travaille pour Frederico Fritzenwalden, lequel tombe par la suite amoureux d'elle. Cependant, il est lui même fiancé à Delfina, une très méchante femme, prête à tout pour l'épouser le plus tôt possible afin de pouvoir profiter de son argent.
Mais comme dans tout conte de fée, l'amour triomphe toujours: Frederico découvre la vérité et tous les méfaits de Delfina. Au cours de la dernière saison, Frederico meurt (cette mort prend des formes différentes dans chaque version). Flor entame alors une nouvelle histoire avec le Compte Máximo Augusto, qui fait l'objet de la deuxième saison de la série.

## Floribellaau Brésil
Floribella a été diffusée sur la chaîne de télévision brésilienne Rede Bandeirantes. La première saison a commencé le 4 avril 2005 et a pris fin le 21 novembre 2005. La deuxième, a été diffusée du 23 janvier 2006 au 28 août 2006.
L'album Floribella Brazil sort au cours de la première saison et atteint le niveau de diffusion double platine. Le DVD musical du même titre arrive en tête du classement des ventes de DVD. Plus de 40 produits sous licence avec la marque Floribella sont lancés.
Un deuxième album sort au moment de la diffusion de la deuxième saison et atteint le niveau de diffusion platine selon Pro-Musica Brasil. Quatre DVD sont également distribués : la première saison, la deuxième saison, un spécial TV et la comédie musicale en direct.
Un livre de poche, As Aventuras de Floribella, paraît et reste pendant des mois en tête de la liste des meilleures ventes de fiction pour enfants compilée par O Globo et Epoca.
La distribution organise également une tournée à guichets fermés qui s'arrête dans plusieurs villes du Brésil d'août à décembre 2006.

### Musique, Vidéo, Livre
- CD FLORIBELLA (Album Floribella ) - 2005
- DVD FLORIBELLA AO VIVO (Floribella Live DVD) - 2005
- CD FLORIBELLA 2 ( Floribella 2ème Saison Album) - 2006
- CD DUPLO FLORIBELLA REMIXES & KARAOKÊS (Floribella Remix et Double Album Instrumental)
- BOX FLORIBELLA PRIMEIRA TEMPORADA (Floribella Première saison, DVD Box)
- DVD FLORIBELLA: O ESPETÁCULO MUSICAL (Floribella: Le Concert DVD)
- LIVRO: AS AVENTURAS DE FLORIBELLA (Livre: Les Aventures de Floribella )

## Portugal
L'émission devient un véritable phénomène au Portugal. Après un début discret, elle devient au bout de quelques semaines l'un des programmes les plus regardés du pays. Luciana Abreu incarne le rôle principal.
La bande originale de la première saison atteint dix fois le niveau de ventes de disque platine, avec un total de plus de 200 000 exemplaires achetés, devenant ainsi l'album le plus vendu au Portugal. Plus de 100 produits sous licence sont créés et deux tournées à guichets fermés organisées.
La deuxième saison de l'émission ne rencontre pas le succès de la première.

### Musique, Vidéo, Livres
- Bande originale de Floribella [2](2006)
- O Melhor Natal (Bande Originale de Noël) [3] (2006)
- DVD Floribella Karaoké (2006)
- Floribella 2 (Bande originale) (2007)
- DVD RI-FIXE - O Musical da Floribella (2007)
- DVD Floribella Karaoké 2 (2007)
- Jeu vidéo Floribella (2007)
- Coleção de Livros Floribella (Livres Floribella ) (2006)
- Roupa Floribella "vêtements Floribella " (2007)
- Conjunto de Chávenas Floribella " Set de tasses Floribella " (2006)

## Chili
En 2006 commence la production de la version chilienne par TVN, dont la première a lieu en octobre de la même année. Elle atteint des niveaux d'audience élevés, battant son homologue de Canal 13 Charly Tango . Le nom original, "Floricienta", n'est pas utilisé car une société privée dépose la marque un peu plus tôt. La série met en scène l'actrice Mariana Derderián dans le rôle de Florencia et Cristián Arriagada dans celui de Federico. C'est le programme de fiction le plus regardé en 2007, mais une deuxième saison n'est pas lancée car TVN ne veut pas tuer le prince, ce qui est nécessaire pour qu'une deuxième saison se produise.
Le CD obtient la certification platine.
Distribution des rôles
| - Mariana Derderian - Florencia - Cristián Arriagada - Federico - Luz Valdivieso - Agustina - Coca Guazzini - Laura - Ximena Rivas - Thérèse - Fernanda Urrejola - Sofia | - Juan José Gurruchaga - Gaspar - Gloria Munchmeyer - Greta - Cristián Riquelme - Pedro - Ana Reeves - Nilda - Mauricio Pesutic - Antonio - Claudio Arredondo - Raul |